# برموفرم
برموفرم (به انگلیسی: Bromoform) یک ترکیب شیمیایی با شناسه پاب‌کم ۵۵۵۸ است. شکل ظاهری این ترکیب، مایع بی رنگ تا زرد همراه با بوی شیرین است.